# Ampharete oculicirrata
Ampharete oculicirrata – gatunek wieloszczeta z rzędu Terebellida i rodziny Ampharetidae. Występuje w północnym Atlantyku. Znany jest tylko z miejsca typowego i jego okolic u północnych wybrzeży Szkocji.

## Taksonomia
Gatunek ten opisali po raz pierwszy Julio Parapar, Juan Moreira i Ruth Barnich w 2019 roku. Opisu dokonano na podstawie 82 okazów odłowionych przez MRV „Scotia” w listopadzie 2017 roku na obszarze chronionym o nazwie West Shetland Shelf Nature Conservation Marine Protected Area, w pobliżu Wyville Thomson Ridge. Holotyp zdeponowano w National Museum of Scotland, natomiast paratypy trafiły ponadto do Museo Nacional de Ciencias Naturales w Madrycie oraz Naturmuseum Senckenberg we Frankfurcie nad Menem. Epitet gatunkowy oculicirrata oznacza po łacinie oczy na cirrusach i odnosi się do położenia oczu pygidialnych tego wieloszczeta.

## Morfologia

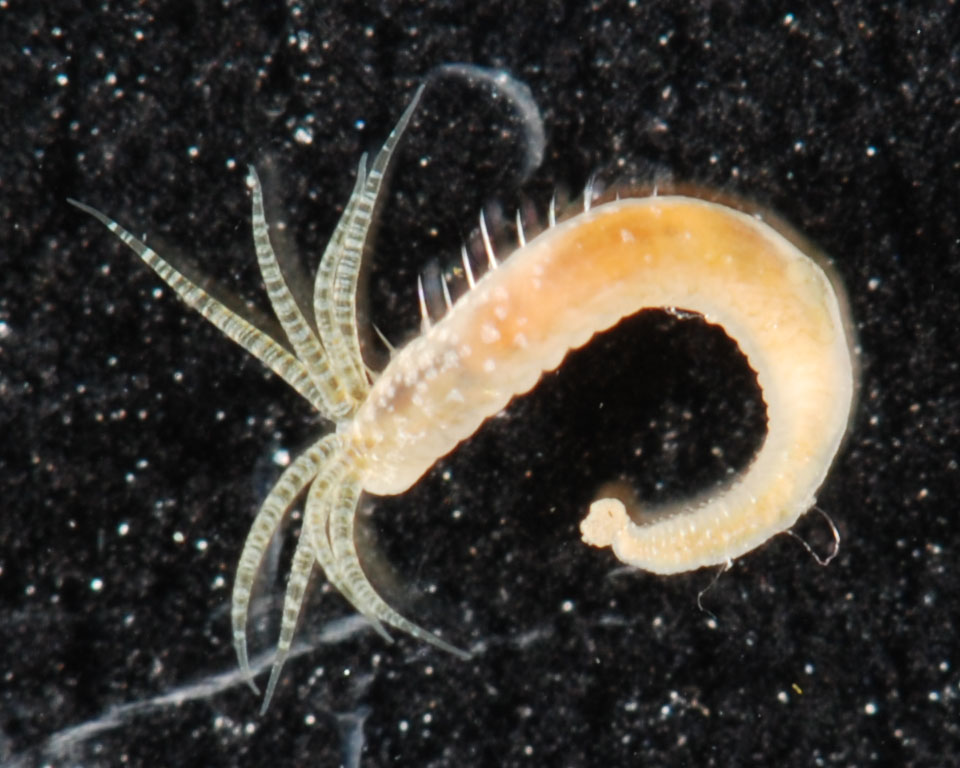
Ampharete americana – przedstawiciel tego samego rodzaju.

Wieloszczet ten osiąga od 4 do 10 mm długości i od 0,5 do 1 mm szerokości.

### Odcinek głowowy
Prostomium ma zbudowane z trzech płatów. Środkowy z nich jest dość wąski, wystający, wydzielony głębokimi rowkami bocznymi; zaopatrzony jest w parę okrągłych i orzęsionych narządów nuchalnych w części nasadowej oraz parę drobnych oczu w części tylnej, w sąsiedztwie rowków bocznych. Peristomium tworzy ponad masą gębową rodzaj wargi o wyglądzie gładkim do pomarszczonego w zależności od stopnia kontrakcji otworu jamy gębowej. Czułki okołogębowe pozbawione są rowków, natomiast mają po dwa umieszczone brzuszno-bocznie rzędy smukłych piórek (łac. pinnae) o orzęsionych szczytach.
Segmenty ciała drugi i trzeci są ze sobą zlane, tworząc segment 2+3. Ma on cztery pary skrzeli rozmieszczone w dwóch grupach; przerwa pomiędzy tymi grupami jest krótka, mniej więcej równa szerokości jednego skrzela, niekiedy słabo zauważalna. Ponadto segment ten ma dwa rodzaje szczecin: od 5 do 7 par nitkowatych paleae oraz położone za nimi, nieco krótsze i normalnie wykształcone notochety.

### Tułów
Segmenty ciała od czwartego do siedemnastego mają notopodia, do trzech razy dłuższe niż szerokie, oraz dwa rzędy notochet wykształconych w formie zwężających się ku szczytowi, kolcopodobnych szczecin kapilarnych. Segmenty od szóstego do siedemnastego mają ponadto neuropodia zredukowane do mięsistych wzgórków (tori), zaopatrzonych w pojedyncze rzędy szczecin przekształconych w ząbkowane płytki (uncini). Parapodia tułowia pozbawione są zarówno cirrusów jak i papilli.

### Odwłok i pygidium
Odwłok jest krótszy i smuklejszy od tułowia. Jedenaście z jego segmentów zaopatrzonych jest w uncini osadzone na częściach neuropodiów zwanych uncinigerami. Neuropodia odwłokowe dwóch pierwszych par zbudowane są tak jak te tułowiowe (forma wzgórków), natomiast pozostałe ich pary są rozbudowane do form liściowatych (pinnuli).
Liczne papille obecne na spodzie pygidium nadają mu karbowany kształt. Z pygidium wyrasta para długich wąsów pygidialnych, z których każdy ma oko pygidialne umieszczone w dosiebnej ⅓ długości. Oczy te mają zwykle po dwie ciemne plamki z pigmentem, rzadziej zaś tylko po jednej.

## Ekologia i występowanie
Gatunek północnoatlantycki, znany tylko z miejsca typowego i jego okolic u północnych wybrzeży Szkocji, na zachód od Orkadów.
Forma dorosła jest bentosowa. Spotykana była na głębokości od 114 do 138 m p.p.m., na dnie o charakterze piaszczystym i żwirowatym. Wygląd budowanej przez nią rurki pozostaje nieznany.